# Iglesia evangélica en Berlín, Brandeburgo y Alta Lusacia silesiana
La Iglesia evangélica en Berlín, Brandeburgo y Alta Lusacia silesiana (EKBO) es una de las 20 diócesis de la Iglesia evangélica en Alemania (EKD). Tiene su sede en Berlín y es, como todas las diócesis una corporación de derecho público. Tiene como sus dos templos principales las sedes del obispo, la Catedral de Berlín y la Iglesia de Santa María (Marienkirche). Como su nombre lo dice, tiene a su cargo la jurisdicción eclesiástica de Berlín, capital del país, además del estado federado de Brandeburgo y los territorios que pertenecieron a la región histórica de Alta Lusacia en la parte de Silesia. 
Dentro de sus posturas teológicas, se encuentra la ordenación de mujeres desde 1927 y la bendición de uniones del mismo sexo, permitidas desde 2017 pero sujetas a la aprobación de cada consejo de cada iglesia (Gemeindekirchenrat). 